# Нидергёсген
Нидергёсген (нем. Niedergösgen) — коммуна в Швейцарии, в кантоне Золотурн. 
Входит в состав округа Гёсген. Население составляет 3879 человек (на 31 декабря 2007 года). Официальный код — 2495.

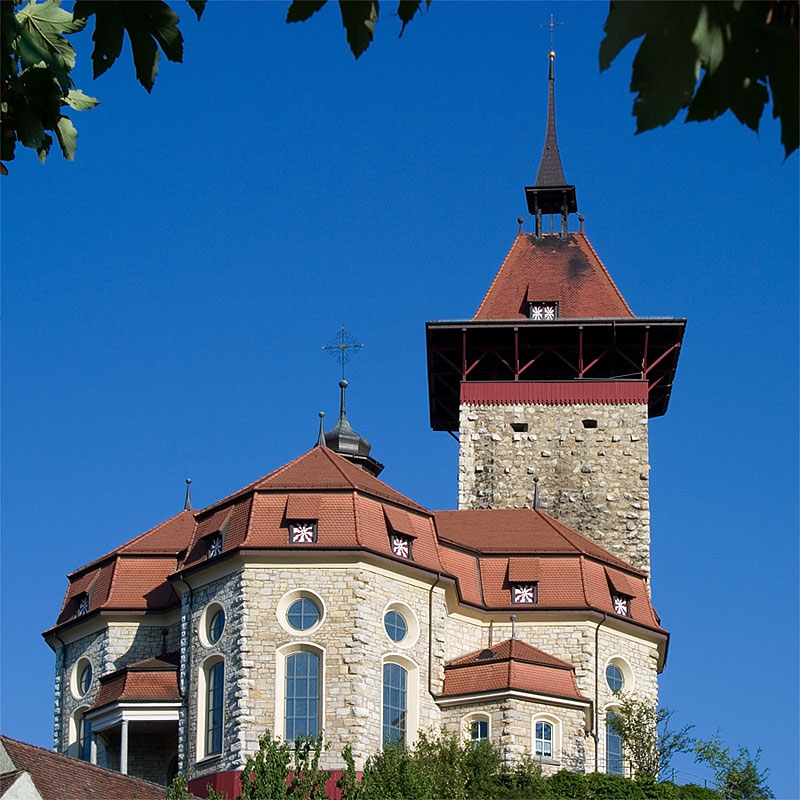
Замок